# Serie Mundial Amateur de Béisbol de 1972
La XX Serie Mundial Amateur de Béisbol se llevó a cabo en Managua, Nicaragua del 15 de noviembre al 5 de diciembre de 1972. Disputado por 12 equipos de América, dos de Asia y dos de Europa.

## Hechos destacados
- Por primera vez participan equipos de Asia, siendo las selecciones de Japón y China Taipéi las primeras.
- Alemania Federal participó por primera vez.

## Ronda Única
| Posición | Equipo               | Ganados | Perdidos |
| -------- | -------------------- | ------- | -------- |
| 1        | Cuba                 | 14      | 1        |
| 2        | Estados Unidos       | 13      | 2        |
| 3        | Nicaragua            | 13      | 2        |
| 4        | Japón                | 11      | 4        |
| 5        | Panamá               | 10      | 5        |
| 6        | República Dominicana | 9       | 6        |
| 7        | Puerto Rico          | 9       | 6        |
| 8        | China Taipéi         | 9       | 6        |
| 9        | Canadá               | 8       | 7        |
| 10       | Guatemala            | 5       | 10       |
| 11       | Honduras             | 4       | 11       |
| 12       | Brasil               | 4       | 11       |
| 13       | El Salvador          | 4       | 11       |
| 14       | Costa Rica           | 4       | 11       |
| 15       | Italia               | 3       | 12       |
| 16       | Alemania             | 0       | 15       |

| Cuba                  |
| Campeón Cuba          |
| Décimo segundo título |